# Pierre Moscovici
Pierre Moscovici (Parijs, 16 september 1957) is een Frans politicus namens de Parti Socialiste.

## Biografie
Van 16 mei 2012 tot 31 maart 2014 was hij minister van Economische Zaken, Financiën en Buitenlandse Handel in de linkse regeringen Ayrault I en Ayrault II.
Vanaf 1 november 2014 is Moscovici Europees commissaris in de commissie-Juncker, verantwoordelijk voor Economische en financiële zaken, belastingen en douane-unie.
Vytenis Andriukaitis · Andrus Ansip (tot 2 juli 2019) · Dimitris Avramopoulos · Elżbieta Bieńkowska · Violeta Bulc · Miguel Arias Cañete  · Corina Crețu (tot 2 juli 2019) · Valdis Dombrovskis  · Marija Gabriel (vanaf 4 juli 2017) · Kristalina Georgieva (tot 1 januari 2017) · Johannes Hahn · Jonathan Hill (tot 15 juli 2016) · Phil Hogan  · Věra Jourová · Jean-Claude Juncker · Jyrki Katainen · Julian King (vanaf 19 september 2016) · Cecilia Malmström · Neven Mimica · Carlos Moedas · Federica Mogherini · Pierre Moscovici · Tibor Navracsics · Günther Oettinger · Maroš Šefčovič · Christos Stylianides · Marianne Thyssen · Frans Timmermans · Karmenu Vella · Margrethe Vestager
Altiero Spinelli (1970-73) · Finn Olav Gundelach (1973-77) · Étienne Davignon (1977-81) · Karl-Heinz Narjes (1981-85) · 
 Francis Arthur Cockfield (1985-89) · Christiane Scrivener (1989-95) · Mario Monti (1995-99) · László Kovács (2004-10) · Algirdas Šemeta (2010-14) · Pierre Moscovici (2014-)
- Bibliothèque nationale de France: cb122353500 (data)
- CiNii: DA06586726
- Gemeinsame Normdatei: 122543793
- International Standard Name Identifier: 0000 0001 1772 7079
- Library of Congress Control Number: n92033812
- Nationale Bibliotheek van Tsjechië: js20020311004
- Nationale Bibliotheek van Israël: 987007333140905171
- Nationale Bibliotheek van Polen: a0000003063217
- Parlement.com: vjmve7ilogw4
- Système universitaire de documentation: 031063284
- Virtual International Authority File: 84212138
- WorldCat: E39PBJwxGcKCc4BKjhDwpgbKh3